# Apeadeiro de Sousa da Sé
O Apeadeiro de Sousa da Sé, originalmente denominado de Machêde, é uma interface encerrada da Linha de Évora, que servia a zona de Sousa da Sé, no município de Évora, em Portugal.

## História

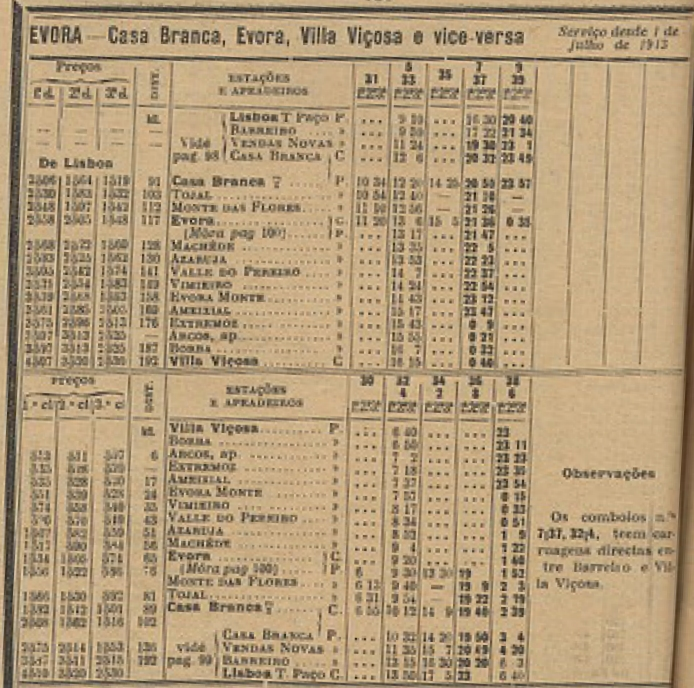
Horários de 1913, onde este apeadeiro surge com o nome de Machêde

Este apeadeiro encontra-se no lanço entre Évora e o Vale do Pereiro, que entrou ao serviço em 5 de Setembro de 1871, pelo estado português.
Em finais de 1916, a direcção dos Caminhos de Ferro do Sul e Sueste mudou a denominação desta gare, de Machêde para Sousa da Sé, possuindo nesta altura a categoria de estação. Dez anos depois, uma estação com o nome de Machede seria inaugurada, no nóvel Ramal de Reguengos.
Em 11 de Maio de 1927, os Caminhos de Ferro do Estado foram integrados na Companhia dos Caminhos de Ferro Portugueses, que passou a explorar as antigas divisões do Minho e Douro e do Sul e Sueste. Em 1933, a Companhia dos Caminhos de Ferro Portugueses realizou obras de reparação e melhoramento no edifício de passageiros deste apeadeiro.
Em 2 de Janeiro de 1990, a operadora Caminhos de Ferro Portugueses deixou de prestar serviços de passageiros no lanço entre Évora e Estremoz. Os serviços de mercadorias permaneceram até ao fim da exploração deste lanço, em 2009, que foi oficialmente desclassificado em 2011.